# 南邦河 (中国)
南邦河，位于中华人民共和国云南省普洱市思茅区西部的一条河流，是普洱河（普洱大河）左岸支流。发源于思茅区南屏镇整碗村上寨东南，老寨山东麓，上游段为“几”字形河湾，至六顺镇南邦河村转西北流，至龙潭彝族傣族乡麻栗坪村新平寨东北注入普洱河。河长56.7千米，流域面积467.4平方千米，落差793米。上游流经整碗坝子，农业发达；南邦河村以下人烟稀少，森林茂密。中游南邦河村是亚洲象在普洱的主要生活区域之一，建有中国境内首个亚洲象监测塔。